# بلدة فرانكلين (مقاطعة ليناوي)
فرانكلين، مقاطعة ليناوي (بالإنجليزية: Franklin Township, Lenawee County, Michigan)‏ هي بلدة تقع بولاية ميشيغان في الولايات المتحدة. تبلغ مساحتها 101.8 (كم²)، وترتفع عن سطح البحر 292 م، بلغ عدد سكانها 2939 نسمة في عام تعداد الولايات المتحدة 2000 حسب إحصاء مكتب تعداد الولايات المتحدة وتصل الكثافة السكانية فيها 29.5 نسمة/كم2.

## وصلات خارجية
- The US50 - Cities and Towns in Michigan State
- Michigan Cities and Towns, Facts, Map, Flag, Colleges, Government, and More